# マガリャネス駅
マガリャネス駅（マガリャネスえき、英語: Magallanes Station）は、フィリピン・マニラ首都圏のマカティ市にあるMRT3号線の駅｡
フィリピン国鉄（PNR）首都圏通勤線のエドゥサ駅と徒歩で乗り換え可能である。

## 駅構造
島式ホーム1面2線を有する高架駅である。

## 駅周辺
- 南ルソン高速道路 (SLEX)
- 学校
  - Asia Pacific College
  - Assumption College
  - Don Bosco Technical Institute
  - Makati Hope Christian School
  - Colegio San Agustin-Makati

## ギャラリー

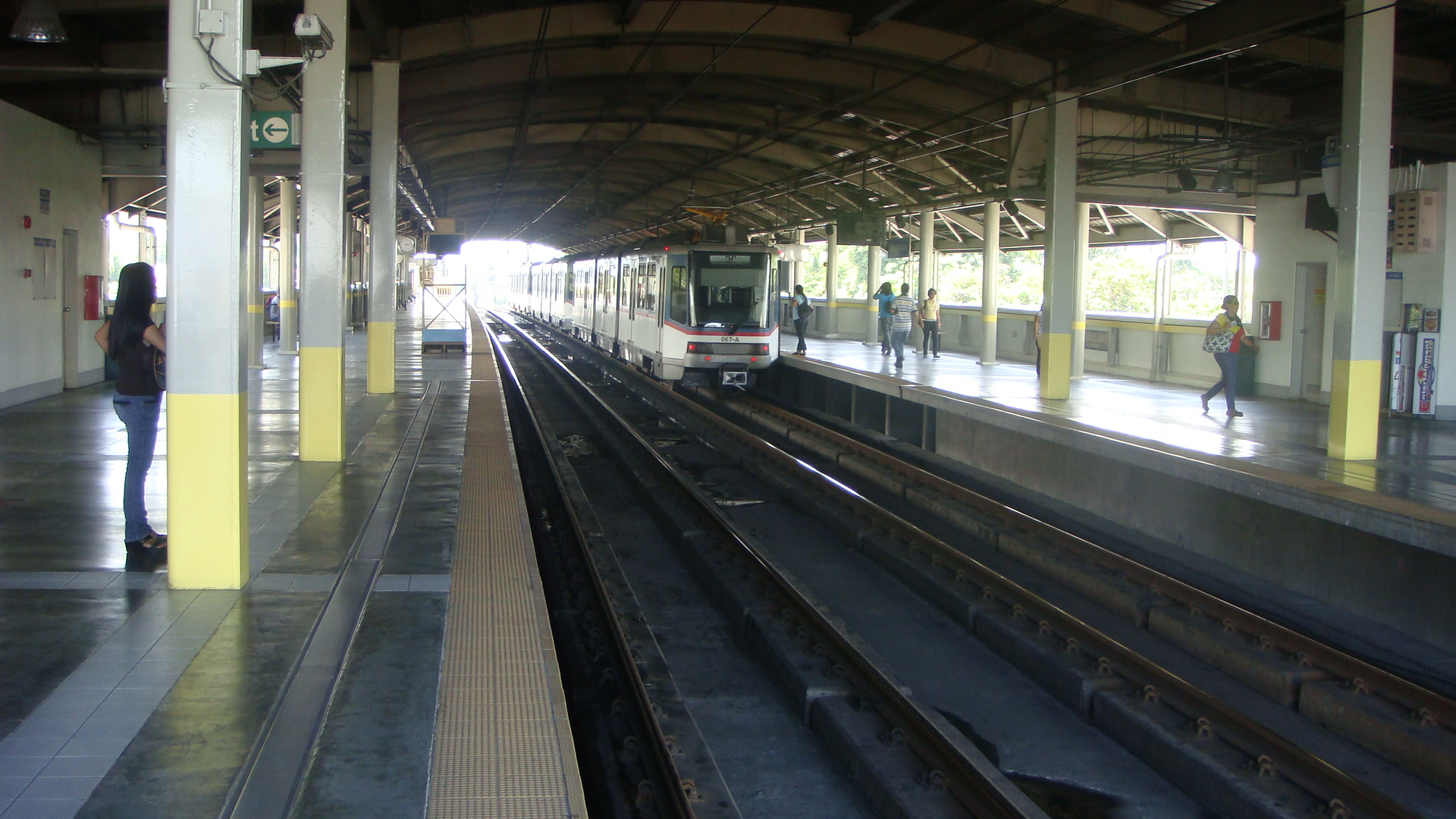
駅の景色
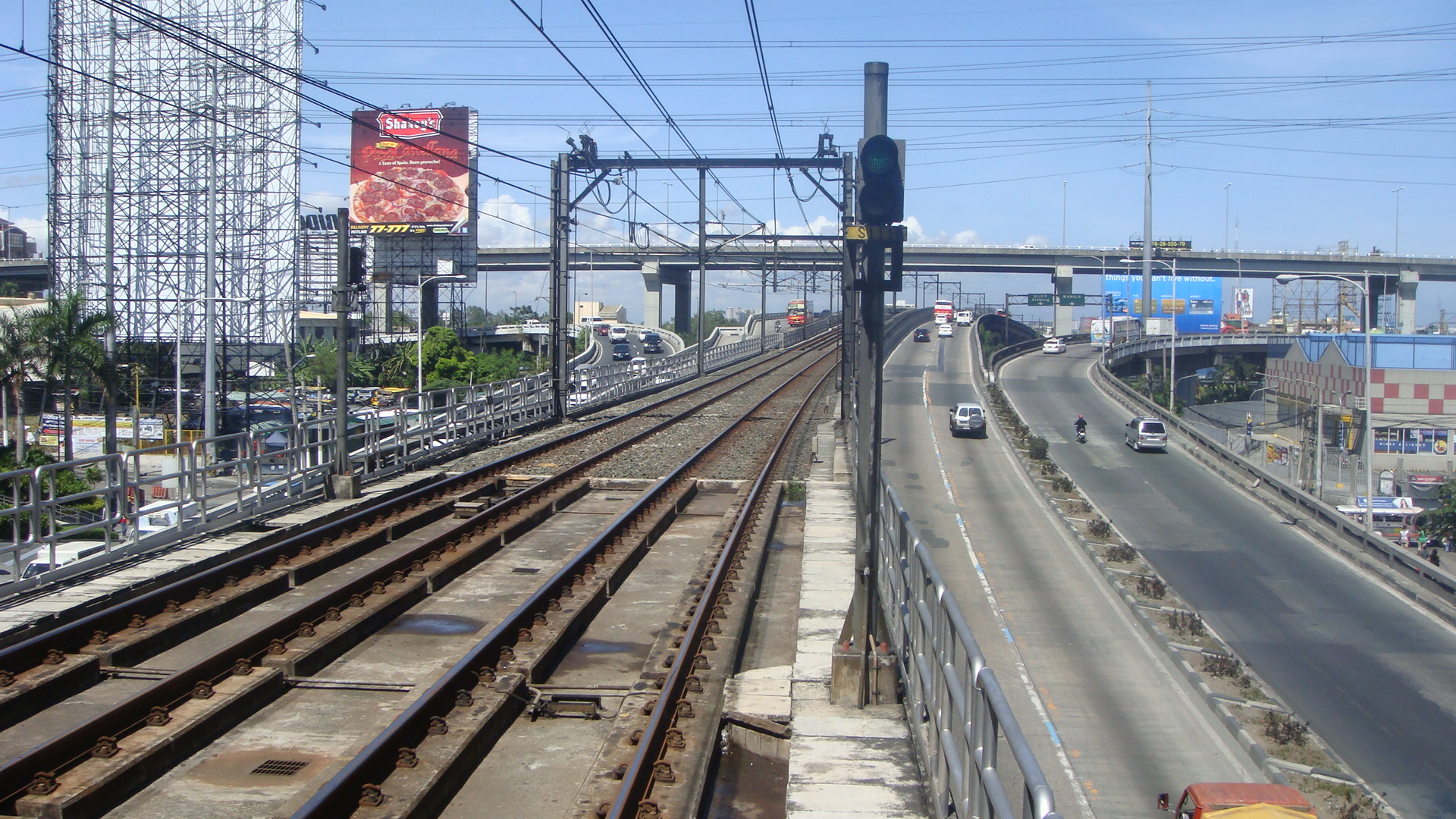
レールの景色
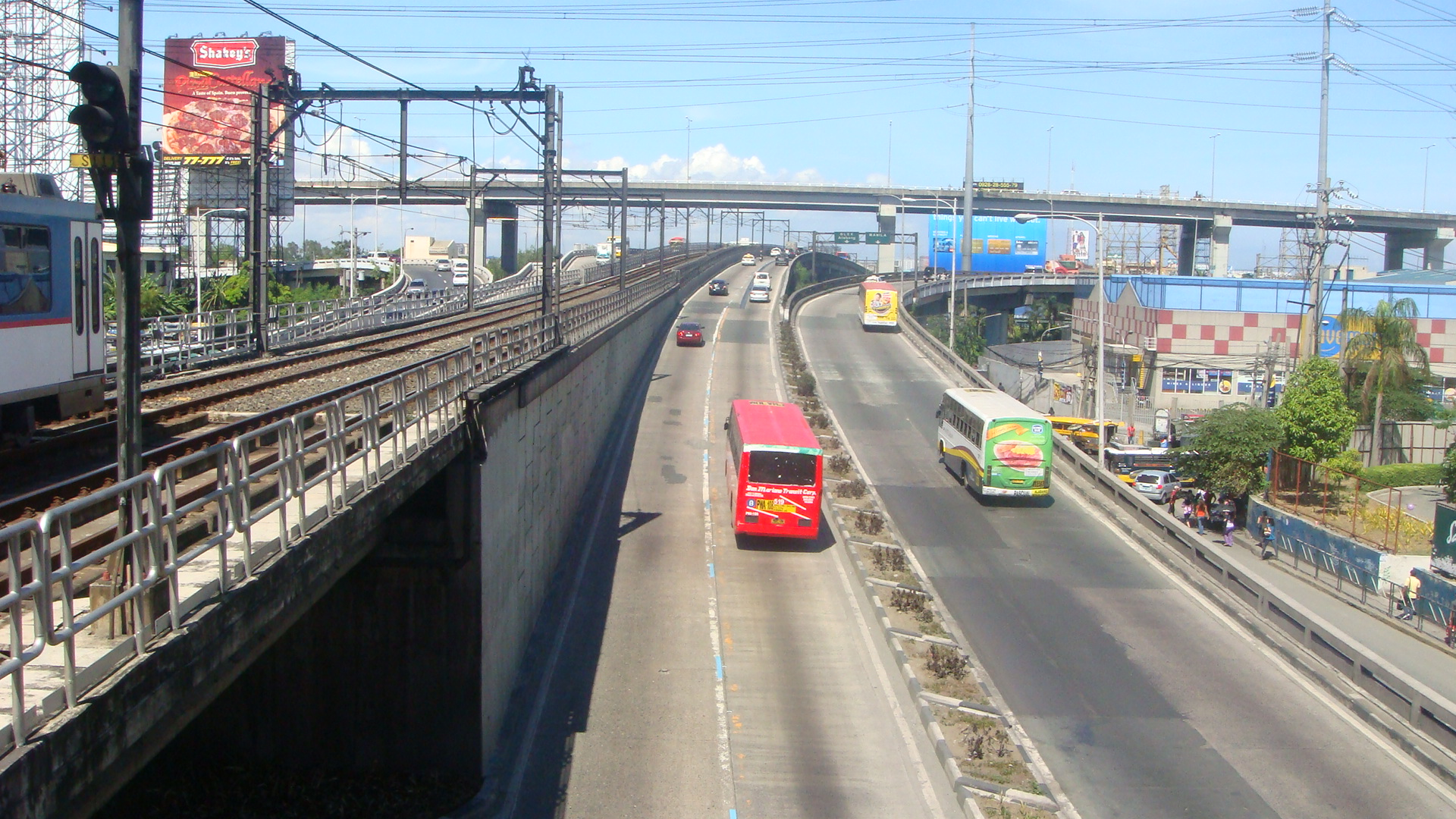
駅からマカティ市の景色
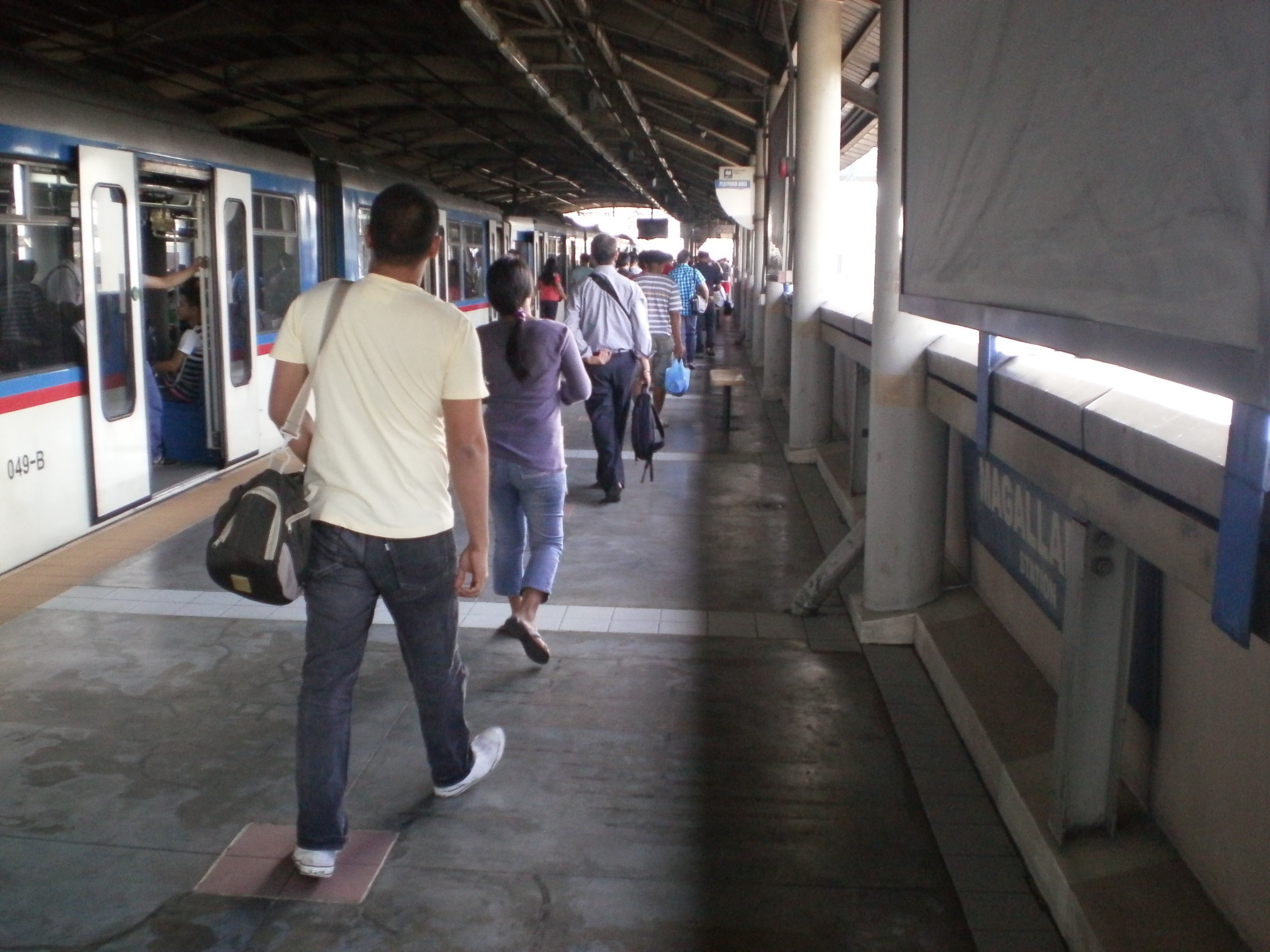
ホーム